# Finanzielle Zusammenarbeit
Die Finanzielle Zusammenarbeit (FZ) ist ein Bestandteil der deutschen Entwicklungszusammenarbeit.
Durchführungsorganisation der Finanziellen Zusammenarbeit ist in Deutschland die KfW (Kreditanstalt für Wiederaufbau). Ihre Hauptaufgabe ist es, die Partnerländer bei der Finanzierung von Maßnahmen und Projekten zu unterstützen, die für ihre Entwicklung wichtig sind – z. B. Investitionen in das Bildungs- und Gesundheitssystem, in die Infrastruktur (wie Straßenbau, Wasserversorgung, ländliche Elektrifizierung), in den Umweltschutz oder in die Landwirtschaft. Die aus Mitteln der Finanziellen Zusammenarbeit geförderten Vorhaben werden von der Bundesregierung gemeinsam mit den Partnerländern nach entwicklungspolitischen Gesichtspunkten ausgewählt. Die Mittel werden im Rahmen völkerrechtlich verbindlicher Regierungsabkommen zugesagt. Die KfW unterstützt die Projektträger im Partnerland bei der Vorbereitung, Prüfung und Durchführung der Vorhaben. Nach einer angemessenen Betriebszeit des Projektes wird eine Schlussevaluierung vorgenommen, um zu bewerten, ob die entwicklungspolitischen Wirkungen eingetreten sind. Damit solche Investitionen zu einer dauerhaften Verbesserung der Lebensbedingungen führen und somit nachhaltige Wirkung zeigen, sollten sie von staatlichen Reformprozessen begleitet werden (z. B. Deregulierung). Finanzielle Zusammenarbeit findet darum häufig in Abstimmung mit anderen deutschen (z. B. GIZ) oder internationalen (z. B. Weltbank, ADB) Geberinstitutionen statt.

## Reine Finanzielle Zusammenarbeit-Finanzierungen
Im Rahmen der Finanziellen Zusammenarbeit werden den Partnerländern Finanzierungsmittel des BMZ treuhänderisch durch die KfW zur Verfügung gestellt. Diese Mittel können entweder als Darlehen oder als Zuschüsse (auch: Finanzierungsbeiträge) bereitgestellt werden. Diese auch als „reine FZ-Finanzierung“ bezeichneten Finanzierungsinstrumente sind:
- Zuschüsse werden seit dem Jahr 1978 zur Verfügung gestellt und gehen in erster Linie an die Gruppe der am wenigsten entwickelten Länder. Auch außerhalb dieser Ländergruppe können Zuschüsse gewährt werden, wenn es sich um selbsthilfeorientierte Vorhaben zur Armutsbekämpfung, Vorhaben der sozialen Infrastruktur, Vorhaben des Umwelt- und Ressourcenschutzes oder um Maßnahmen handelt, die der Verbesserung der gesellschaftlichen Stellung von Frauen dienen.

- Darlehen werden an die restlichen Entwicklungsländer (bzw. Sektoren) gewährt. Sie haben in der Regel sehr lange Laufzeiten (30 bis 40 Jahre bei gleichzeitig 10 Freijahren) und werden zu konzessionären Zinssätzen (0,75 % oder 2 % per annum) herausgelegt. Dadurch erfüllen auch diese Finanzierungen ein Mindestzuschusselement (englisch grant element) und werden als Official Development Assistance (ODA) anerkannt.

## FZ-Entwicklungskredite
In den letzten Jahren werden die aus dem Bundeshaushalt des BMZ stammenden Mittel zunehmend mit von der KfW am Kapitalmarkt refinanzierten Mitteln gemischt bzw. ergänzt. Dadurch können höhere Finanzierungsvolumina unter Wahrung des Mindestzuschusselements realisiert werden und ein Beitrag zur Erhöhung der ODA-Leistungen erzielt werden. Diesen Produkttyp bezeichnet man als FZ-Entwicklungskredite. Hierdurch wird eine Mobilisierung ergänzender Finanzierungsmittel für entwicklungspolitisch förderungswürdigen Vorhaben bezweckt. FZ-Entwicklungskredite stehen in drei Grundtypen zur Verfügung. Diese sind:

### Verbundfinanzierung
Bei dieser Finanzierungsform werden die Mittel des BMZ mit Mitteln der KfW in einem bestimmten Mischungsverhältnis zusammen, das heißt in einem Darlehensvertrag, vergeben. Die KfW-Mittel werden dabei zu einem bestimmten Prozentsatz durch einen speziellen entwicklungspolitisch orientierten Bürgschaftsrahmen der Bundesrepublik Deutschland besichert. Die Konditionen der Verbundfinanzierung liegen dabei zwar leicht über den sonst üblichen Entwicklungshilfekonditionen, jedoch deutlich unter reinen Marktkonditionen. In jedem Fall sind die Finanzierungen aber als ODA anrechenbar. Die Richtlinien der Bundesregierung für dieses Finanzierungsinstrument sind seit dem 15. Mai 1994 in Kraft.

### Mischfinanzierung
Analog zur Verbundfinanzierung erfolgt auch hier eine Mischung von Finanzierungsmitteln des Bundes und der KfW. Da dieser Finanzierungsform jedoch stets ein Liefergeschäft zugrunde liegt, müssen neben der entwicklungspolitischen Förderungswürdigkeit ebenfalls die Bedingungen für staatliche Exportkreditversicherer (z. B. Euler Hermes Kreditversicherung) eingehalten werden. Dabei wird der von der KfW refinanzierte Darlehensteil durch den Kreditversicherer in Deckung genommen. Auch diese Finanzierungen sind als ODA anrechenbar. Mischfinanzierungen werden durch die KfW seit den 1960er Jahren vergeben.

### Zinsverbilligte Darlehen
Die Zinsverbilligten Darlehen sind eine weitere Ausprägung der FZ-Entwicklungskredite. Hierbei werden Haushaltsmittel des BMZ in Form von Zuschüssen verwendet, um den Zinssatz der Finanzierung auf ein Niveau herunterzuschleusen, so dass das Darlehen als ODA anrechenbar ist. Die Refinanzierung des eigentlichen Darlehens erfolgt vollständig durch die KfW. Durch diese Hebelwirkung wird versucht, ein möglichst großes Finanzierungsvolumen zu zinsgünstigen Konditionen darzustellen. Diese Kreditform wird seit Ende 2001 angeboten.